# Samium
Samium va ser probablement el tercer rei amorrita de Larsa. No s'han trobat inscripcions a Larsa que testimoniïn la seva pujada al tron, però hi ha una inscripció trobada a Girsu que el menciona, i una altra a Larsa del rei Zabaia que diu que era fill de Samium.
Podria haver regnat ca. 1912 aC–1877 aC, segons una Llista de reis de Larsa. Consta també a la Llista dels reis de Babilònia.